# Complejo Deportivo Juan Pinto Durán
El Complejo Deportivo Juan Pinto Durán (JPD) es el centro de entrenamiento y concentración de la selección de fútbol de Chile perteneciente a la Federación de Fútbol de Chile (FFCh). Está ubicado en la comuna de Macul en la ciudad de Santiago, Chile y lleva su nombre en honor al abogado y dirigente deportivo, uno de los organizadores de la Copa Mundial de Fútbol de 1962, fallecido en 1957.

## Historia

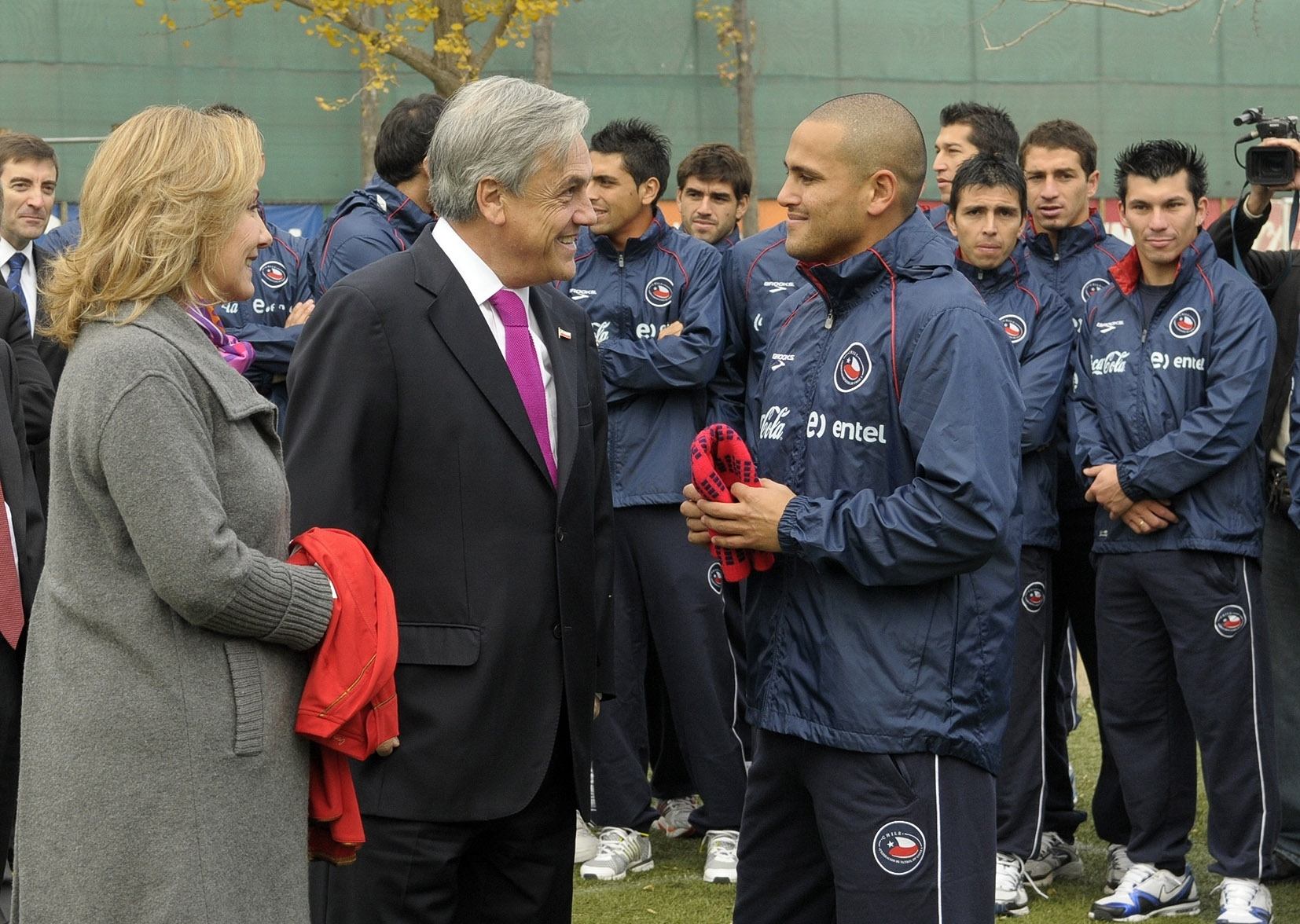
Despedida en el complejo de la selección chilena que va rumbo al Mundial de Sudáfrica 2010: En primer plano Cecilia Morel, Sebastián Piñera y Humberto Suazo.

Fue ideado en 1959 a petición del entrenador local Fernando Riera para servir como centro de entrenamiento de la Roja. Luego de que la Asociación Central de Fútbol comprara el terreno en la Villa de Macul, debió cargar 10 pesos a las entradas de la liga local para financiar la construcción del recinto, debido a los gastos del terremoto de 1960.
El complejo, diseñado por el arquitecto Raúl Maffey, fue finalmente inaugurado con el nombre de «Casa del Fútbol» el 16 de junio de 1961, aunque años después tomó su puesto como lugar de concentración de la selección.
En 2007, con el entrenador argentino Marcelo Bielsa, comenzaron las obras de remodelación, refaccionando las canchas de entrenamiento y las 17 habitaciones del recinto.
El 16 de diciembre de 2020 se anunció un proyecto para el nuevo Complejo Deportivo Juan Pinto Durán que estaría ubicado en el cerro Chena, en la comuna de San Bernardo, dejando su ubicación en Macul. No obstante lo anterior, al día siguiente del anuncio el Ministerio de Defensa Nacional aclaró que ellos desconocen dicha propuesta sobre terrenos que actualmente pertenecen al Ejército y no han existido conversaciones al respecto.